# Physconia thorstenii
Physconia thorstenii är en lavart som beskrevs av A. Crespo & Divakar. Physconia thorstenii ingår i släktet Physconia och familjen Physciaceae.   Inga underarter finns listade i Catalogue of Life.